# Plaza (vehículo)

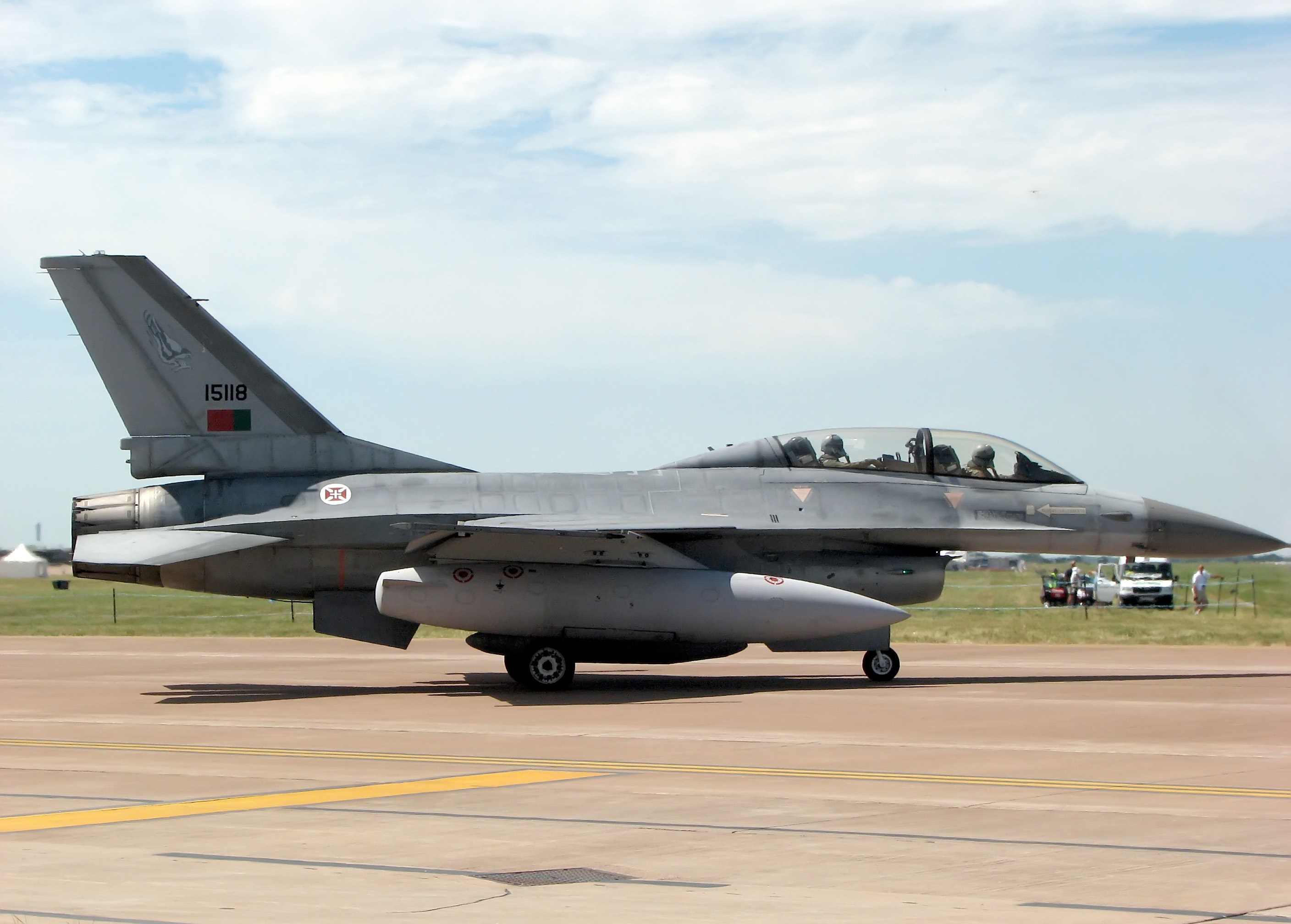
F-16 serie B de la Fuerza Aérea Portuguesa, en el que puede apreciarse claramente la condición biplaza de la aeronave en configuración tándem, diferenciando en su caso la función de piloto y artillero

En diferentes contextos, tales como la aeronáutica, el automovilismo y el motociclismo, plaza se refiere al espacio o espacios que posee un vehículo para soportar a las personas a bordo de este, ya sean operadores (conductores o pilotos) o pasajeros. Se puede clasificar un vehículo nombrándolo con base en la cantidad de plazas que posee.

## Configuraciones

### Monoplaza
Un monoplaza es un vehículo habilitado para el transporte de un solo ocupante, en general quien maneja o pilota el vehículo. 

#### Automóviles

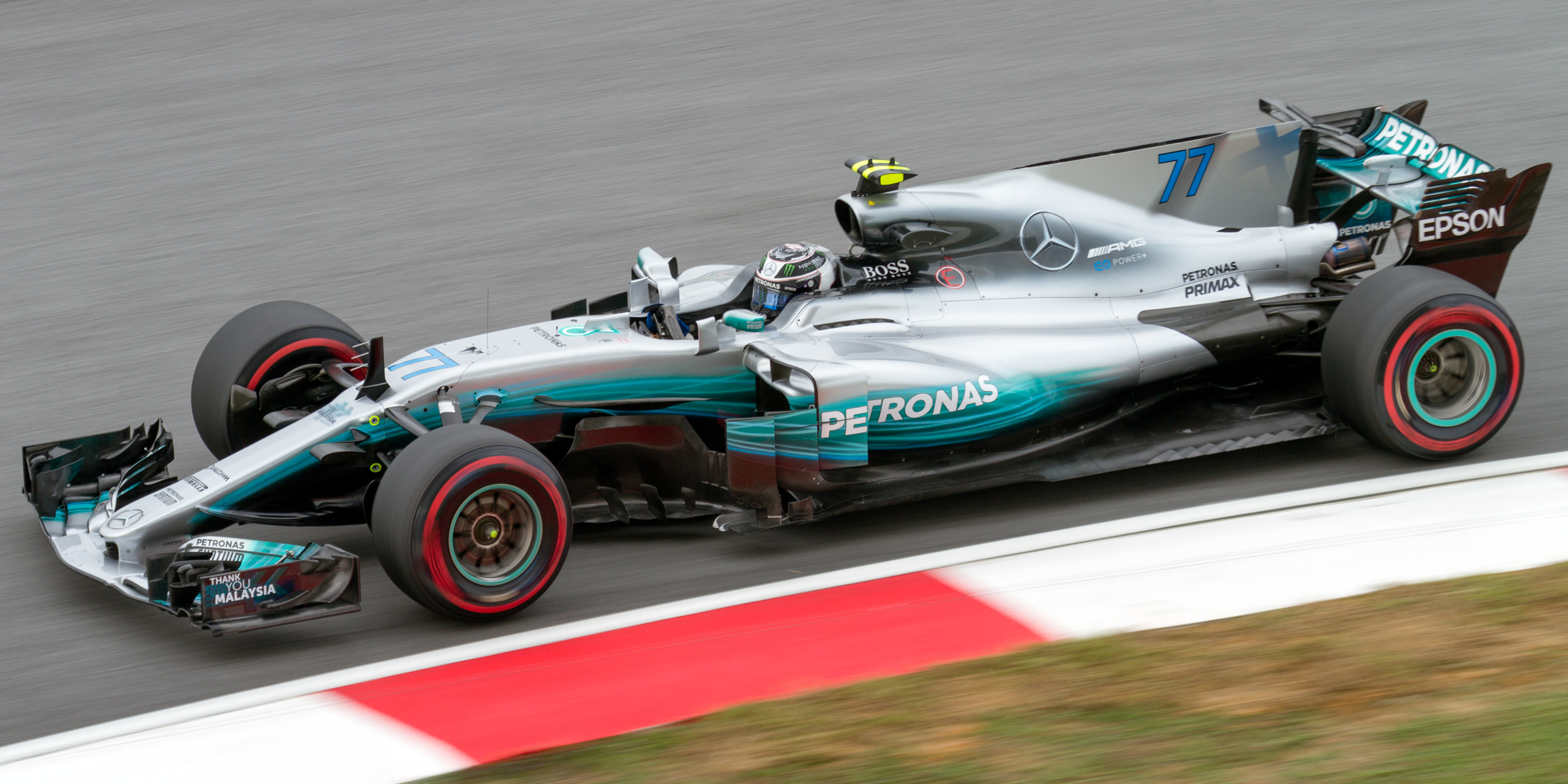
Un monoplaza moderno de Fórmula 1, pilotado por Valtteri Bottas en el Gran Premio de Malasia de 2017

Un monoplaza de carreras es un automóvil de carreras que tiene una plaza y puede ser cabina cerrada o abierta, está diseñado especialmente para competiciones de automovilismo, en particular de automovilismo de velocidad.

### Biplaza
Biplaza es un vehículo habilitado para el transporte de dos personas, siendo en general, una de ellas, la que maneja o pilota el vehículo.

### Multiplaza
Multiplaza o multiplex es cualquier vehículo habilitado para el transporte de tres o más personas. Un ejemplo de este tipo de vehículos es la aeronave CASA C-295.